# Ekaterina Strokova
Ekaterina Nikolaevna Strokova (in russo Екатерина Николаевна Строкова?; Lipeck, 17 dicembre 1989) è una discobola russa.

## Palmarès
| Anno | Manifestazione    | Sede      | Evento           | Risultato | Prestazione | Note |
| ---- | ----------------- | --------- | ---------------- | --------- | ----------- | ---- |
| 2008 | Mondiali juniores | Bydgoszcz | Lancio del disco | 16ª       | 48,13 m     |      |
| 2009 | Universiadi       | Belgrado  | Lancio del disco | 6ª        | 56,65 m     |      |
| 2011 | Europei under 23  | Ostrava   | Lancio del disco | 10ª       | 48,16 m     |      |
| 2013 | Mondiali          | Mosca     | Lancio del disco | 16ª (q)   | 57,85 m     |      |
| 2014 | Europei           | Zurigo    | Lancio del disco | 9ª        | 59,13 m     |      |
| 2015 | Mondiali          | Pechino   | Lancio del disco | 17ª (q)   | 59,32 m     |      |

## Altre competizioni internazionali
2014
- 8ª al Weltklasse Zürich ( Zurigo), lancio del disco - 60,68 m
- 7ª al Zagreb Meeting ( Zagabria), lancio del disco - 55,35 m

2015
- Campionati europei a squadre di atletica leggera ( Čeboksary)
- 7ª agli Europei a squadre ( Čeboksary), lancio del disco - 56,10 m